# Pamětní deska 17. listopadu
Pamětní deska 17. listopadu (autorem pojmenovaná Ruce) je pietní místo v Praze na Národní třídě, které připomíná události 17. listopadu 1989. Jde o bronzovou desku s reliéfem několika rukou ukazujících gesto vítězství („véčko“). Autory díla jsou Otakar Příhoda a Miroslav Krátký, kteří desku umístili do průchodu Kaňkova paláce v únoru 1990. V listopadu 2016 byla deska přesunuta z průchodu na fasádu domu.

## Popis díla
Jde o bronzovou desku s nápisem „17.11.1989“. Z desky vystupuje osm lidských rukou ukazující různá gesta, jednak vítězné „véčko“, hojně používané na demonstracích v listopadu 1989, jednak nataženou prázdnou dlaň, která odkazuje k listopadovému heslu „Máme holé ruce“.

## Pozadí vzniku díla

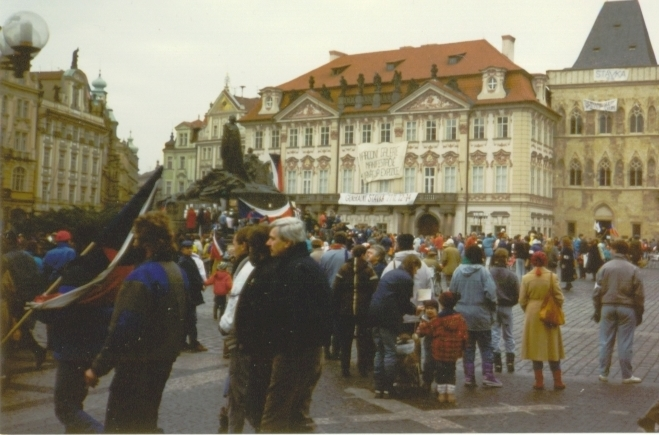
Jedna z demonstrací, které následovaly po událostech 17. listopadu 1989

17. listopadu 1989 se konala povolená demonstrace Socialistického svazu mládeže k 50. výročí uzavření českých vysokých škol nacisty. Po jejím oficiálním ukončení se velká část demonstrantů vydala na pochod do centra města, aby projevila nesouhlas s tehdejším komunistickým režimem. Policejní kordony demonstranty postupně uvěznily na Národní třídě a v přilehlých ulicích. Policisté z pohotovostního pluku Veřejné bezpečnosti následně začali demonstranty surově bít. Kdo chtěl z místa uniknout, musel projít průchodem Kaňkova paláce na rohu Národní třídy a Mikulandské ulice, kde policisté vytvořili tzv. mlátící uličku. Hned v dalších dnech se z průjezdu stalo spontánní pietní místo, kam lidé nosili svíčky a květiny.

## Vznik díla

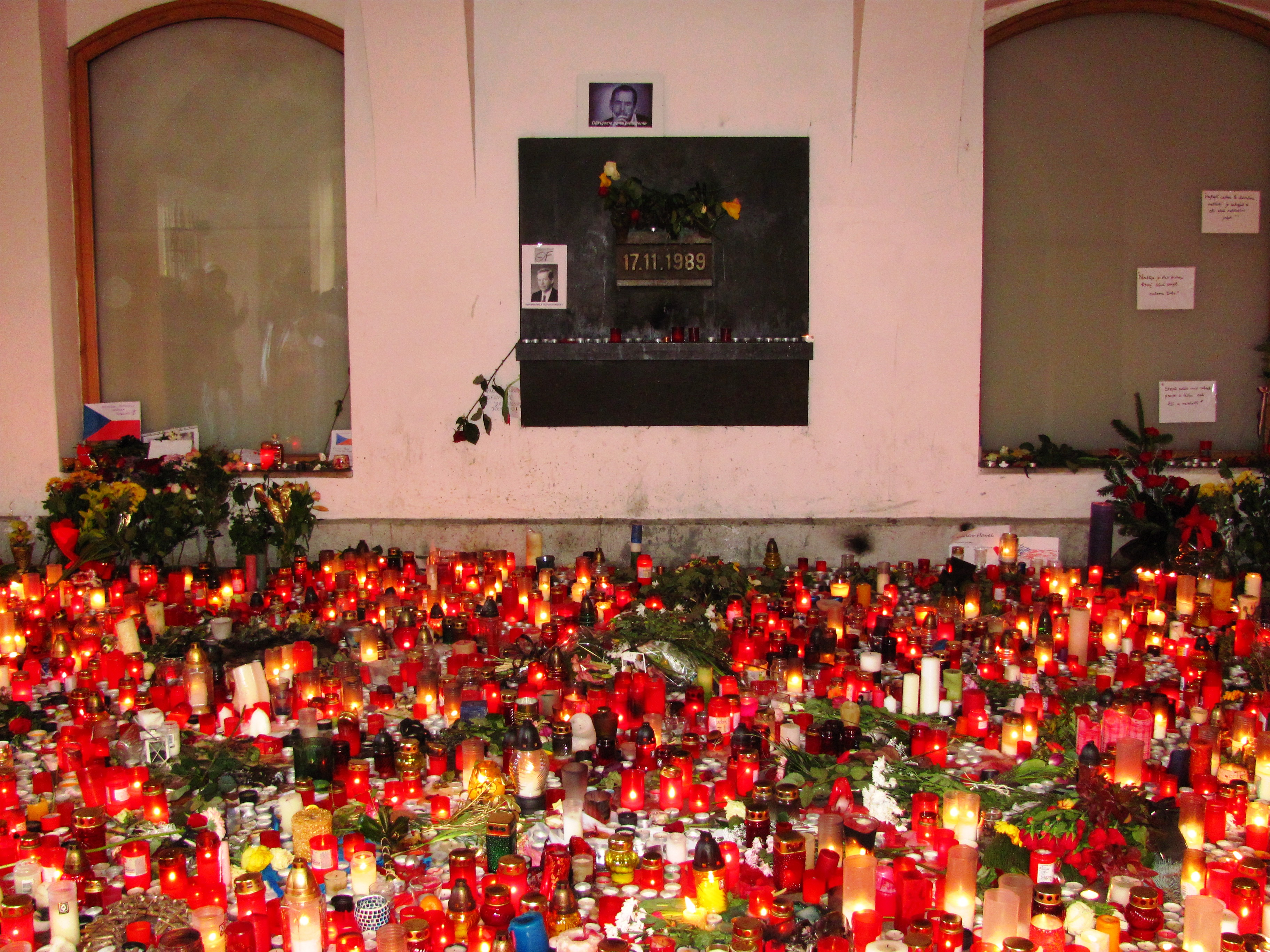
Pamětní deska na svém původním místě, den po smrti Václava Havla (19. prosince 2011)

V prosinci 1989 napadlo přítelkyni uměleckého kovolitce Otakara Příhody, že by v průchodu mělo něco vzniknout. Na její popud vytvořil Příhoda odlitek rukou, desku s datem vyrobil Miroslav Krátký. 20. února 1990 v noci pamětní desku bez povolení umístili do průchodu. Autoři zůstali dlouho v anonymitě, prozradil je až Kurt Gebauer.

## Reakce na dílo
Pamětní deska se stala důležitým místem oslav Dne boje za svobodu a demokracii. Tradičně pod ní pokládají věnce a květiny státníci i občané. Podle kritiků není umělecká hodnota díla příliš velká. Jaroslav Róna dílo označil za „kýč nevalné kvality“. Stefan Milkov se vyjádřil, že „je z toho cítit, že ta věc vznikla narychlo a bez jakékoli soutěže. Umělecky naprosto zbytečné.“

### Zásah Romana Týce
22. listopadu 2009 zasáhl do díla umělec Roman Týc. Vítězné ruce doplnil o další dvě desky. Zleva o ruce hajlující (s datem 17. 11. 1939), zprava o ruce se vztyčenými prostředníky (s datem 17. 11. 2009). Svůj zásah pojmenoval Není co slavit a v rámci instalace pronesl také proslov. Přidané desky byly sundány následující den. K poškození původního díla nedošlo, desky byly přidělané pouze magnety. Výtvarník Jiří David Týcovu akci ocenil. Policie čin vyšetřovala jako možnou propagaci nacismu, v roce 2010 ale případ odložila.
Svůj čin vysvětlil Týc takto: „Ta deska prostě sama vybízela k doplnění informace. Všechny ty ruce jsou český, na rozdíl od gest, která ukazují. Není od věci uvědomit si to, co se tady dělo a děje v kontextu. Češi hajlovali tenkrát, konec konců dělají to i dnes, vítězná viktorka po letech možná zase až tak vítězná není, prostředníček neváhal vztyčit premiér Topolánek a zaštítil se jím veřejně i Karel Gott. To taky o něčem vypovídá.“ Týce také zaujalo, že většina lidí si proměny desky ani nevšimla a dál pod ní zapalovali svíčky.
Autor pamětní desky Otakar Příhoda v reakci na Týcův zásah řekl, že ho to „namíchlo“. Později ale odmítl Týce zažalovat, přestože to po něm žádala policie.

## Přemístění díla

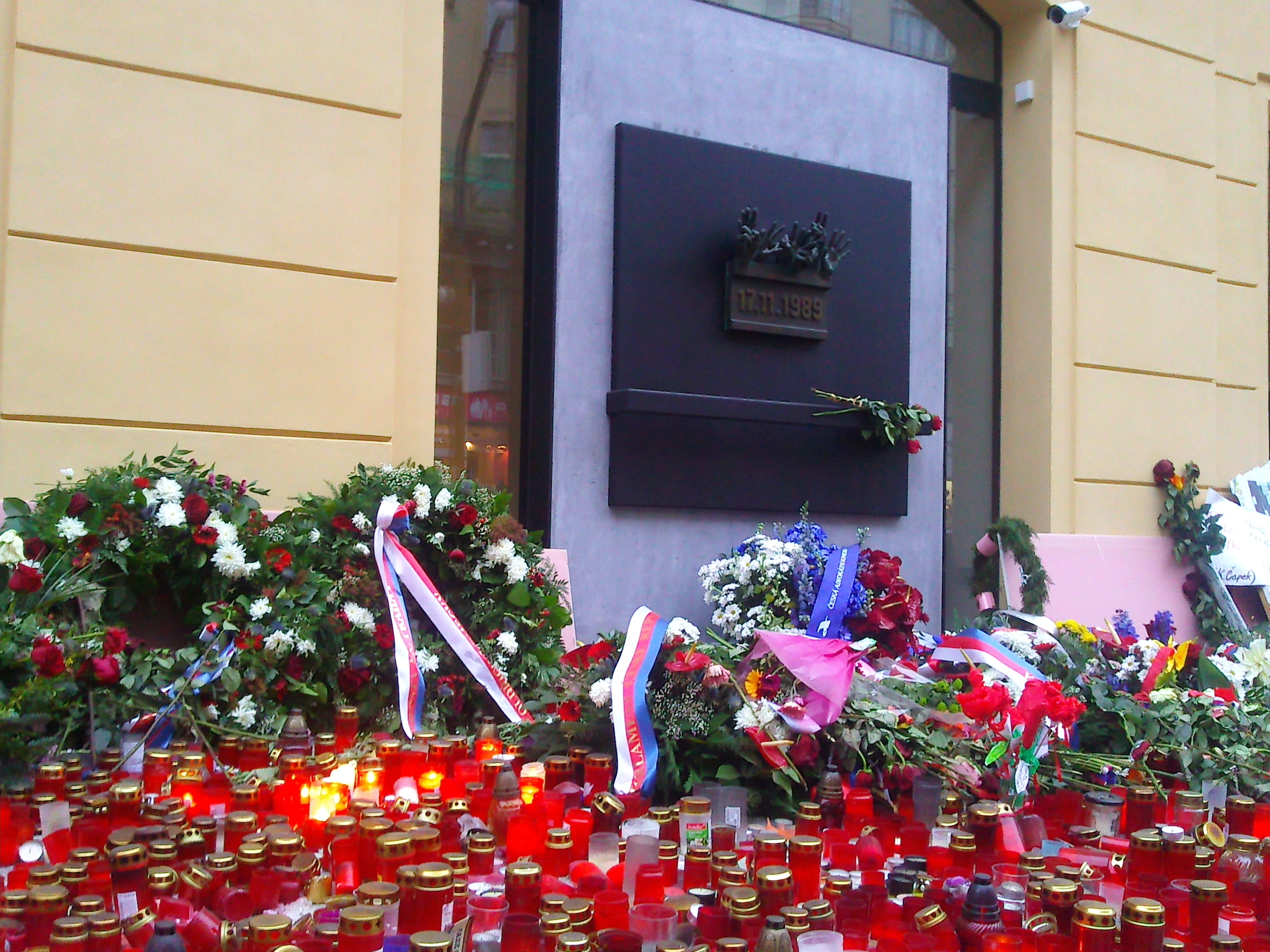
Od 16. listopadu 2016 je pamětní deska místo v průchodu umístěna na fasádě domu

V listopadu 2016 byla pamětní deska přemístěna z podloubí domu na jeho fasádu. Česká advokátní komora, která v domě sídlí, se průchod rozhodla v rámci rekonstrukce budovy uzavřít. Podle mluvčí advokátní komory to požadovali památkáři, podle novináře Ludvíka Hradilka si naopak uzavření průchodu na památkářích vymohla sama advokátní komora. Pamětní deska se stěhovala také z důvodu, že svíčky, zapalované v průchodu, hrozily rizikem požáru. V bývalém průchodu vznikla galerie s fotografiemi ze 17. listopadu.
Přesun pamětní desky vyvolal kritiku, historik a pedagog Marcel Tomášek proti přesunu založil petici, přesun také kritizoval Jan Gregar, naopak Marek Benda řekl, že venkovní prostor mu pro pietní místo přijde vhodnější.